# Maximiliano Prudenzano
Maximiliano Daniel Prudenzano (31 de marzo de 1991), es un luchador argentino de lucha grecorromana. Participó en el Campeonato Mundial de 2014 consiguiendo la 27.ª posición. Logró un quinto lugar de Juegos Panamericanos de 2015. Ganó cuatro medallas de los Campeonatos Panamericanos, de plata en 2016. Campeón Sudamericano de 2014.